# Stoombierbrouwerij De Keyzer
Stoombierbrouwerij De Keyzer (ook wel Brouwerij Bosch of Brouwerij De Keizer) is een voormalige stoombierbrouwerij in het centrum van de Nederlandse stad Maastricht, die tot 1970 actief was. De brouwerijgebouwen aan de Wycker Grachtstraat 26 in het stadsdeel Wyck zijn sinds 1996 een beschermd rijksmonument.

## Geschiedenis

### Familie Vlieckx
De geschiedenis van De Keyzer gaat terug tot halverwege de 17e eeuw. In die tijd bevond zich op de plek waar nu de gebouwen van De Keyzer staan een brouwerij met de naam 'Den alden Wolsack' (tussen de Wycker Grachtstraat en de Rechtstraat). De eigenaar van deze brouwerij was vanaf 1758 Peter Vlyck (ook Van Vleeck of Vlieckx). Vlyck huwde in 1754 met Emerentia Kakers (of Caekers) en verkocht in 1760 de brouwerij aan zijn schoonmoeder Marie Coninx, de moeder van Emerentia en weduwe van bierbrouwer Willem Kakers. 
Na het overlijden van Marie Coninx kwam de brouwerij in 1759 in handen van haar kleinzoon, Hubert Vlieckx (zoon van Peter Vlyck). Sinds die tijd wordt de brouwerij 'De Keyzer' genoemd. Hubert Vlieckx huwde in 1790 Maria Anna Malchair, dochter van brouwer en hopkoopman Hubert Malchair, en kreeg met haar vier kinderen, waaronder Maria Antoinetta, die trouwde met Nicolaas Antoon Bosch.

### Familie N.A. Bosch
Nicolaas Antoon Bosch zag het levenslicht op 25 juli 1797 te Maastricht, als zoon van koopman Joannes Bosch en Thérèse Jeukens. In 1820 huwde hij Maria Antoinetta Vlieckx. Na het overlijden van Hubert Vlieckx in 1827, erfden zijn dochter en schoonzoon de brouwerij en bijbehorende woning. Nicolaas, op dat moment koopman in koloniale waren, nam de leiding over. Maastricht telde in dat jaar een veertigtal grote en kleine brouwerijen. De Keyzer kon gezien worden als een middelgroot bedrijf.
In 1844 vroeg N.A. Bosch om "autorisatie tot verplaatsing ener fabriek van kunstazijn". Een azijnfabriek was een economische aanvulling op de brouwerij, waar verzuurd bier tot azijn werd verwerkt. In 1856 bleek uit de gemeentelijke accijnsheffingen dat De Keyzer inmiddels was uitgegroeid tot de grootste Maastrichtse brouwerij. Enkele jaren later, in 1857, stierf N.A. Bosch.

### Firma N.A. Bosch
Nadat in 1866 ook zijn vrouw was overleden, geraakte de nalatenschap in onverdeelde staat tot 1868. Uiteindelijk vond er verdeling plaats over de vijf kinderen; (Willem) Hubert Bosch, (Pierre) Eugène Bosch, Willem August Bosch, Joseph Bosch en Virginie Bosch. Willem August en Joseph trokken zich terug en Hubert, Eugène en Virginie wensten hun aandeel onverdeeld te laten. Hubert Bosch nam de leiding van de brouwerij over. In 1868 wordt een vennootschap aangegaan onder de naam 'Firma N.A. Bosch'. De vennootschap hield zich bezig met de handel in koloniale waren, het exploiteren van de steengroeve en het brouwen van bier. De azijnfabriek, de kaarsenfabriek, de zoutziederij en de aardewerkfabriek werden afgestoten. Met de inkomsten hiervan konden in de brouwerij de noodzakelijke vernieuwings- en uitbreidingsinvesteringen gedaan worden.

### Uitbreiding

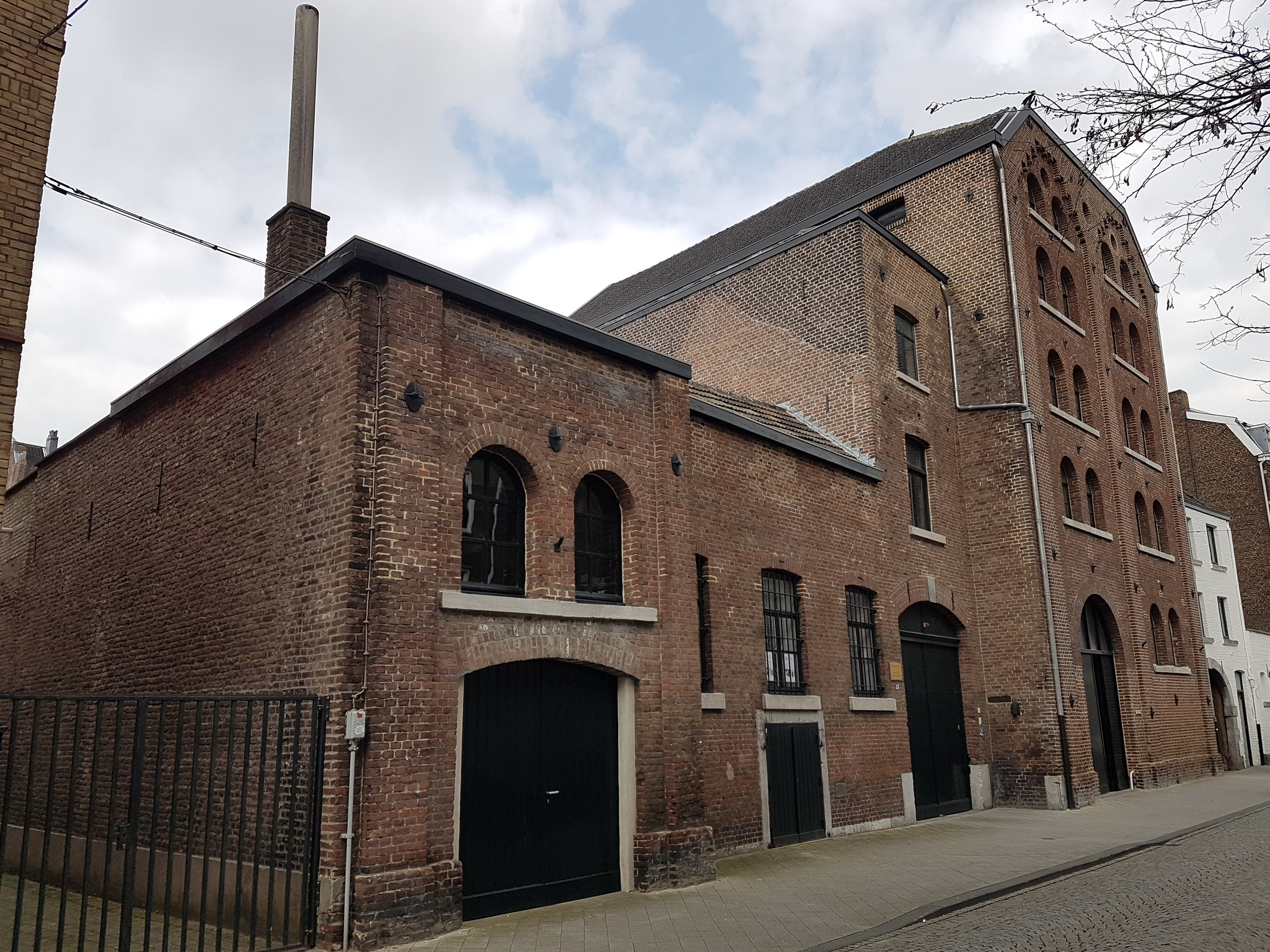
De uitbreiding aan de Wycker Grachtstraat

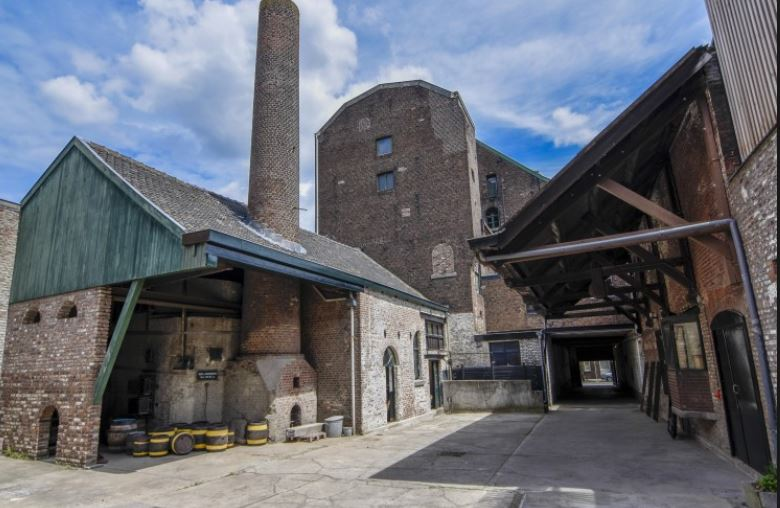
Binnenplaats

In 1870 kreeg Willem August Bosch de leiding over een nieuw te bouwen mouthuis en brouwerij. Tevens werd een graanmolen met stoommachine aan de brouwerij toegevoegd. Deze graanmolen kon dan tevens dienstdoen als moutmolen. Tussen 1882 en 1885 werden aanliggende panden en terreinen aangekocht, waardoor de bouw van het nieuwe mouthuis en de herinrichting van het brouwerijcomplex mogelijk werd. Het vijf verdiepingen tellende mouthuis was het grootste en modernste van Zuid-Limburg. Het gebouw was ingericht op het traditionele vloermouten, bestaande uit zes opeenvolgende fasen. Tevens werd een nieuwe 8 pk stoommachine en stoomketel in gebruik genomen, welke de oude stoommachine (van de graanmolen) van een aantal taken ontlastte. 
W.A. Bosch maakte het gereedkomen van de nieuwbouw niet meer mee. In 1883 stierf hij op 52-jarige leeftijd. P.A. Ernest Bosch, zoon van Hubert Bosch, nam de leiding over. Hij zorgde er in de jaren 1880 voor dat er nieuwe afzetgebieden in Brabant, Gelderland en Groningen werden gevonden, iets wat door de spoorwegen mogelijk was geworden. Hij was het die in 1901 toestemming kreeg om in de nieuwe Stationsbuurt, op de hoek van de Stationsstraat en de Parallelweg, en tegenover het toekomstige Station Maastricht, een grand hotel te bouwen, waaraan hij de naam gaf van het door hem gebrouwen Keyzerbier, het Grand Hotel de l'Empereur (Frans: empereur = keizer). De brouwerij bleef tot 1938 eigenaar van het hotel.
In 1902 werd Fernand Bosch, broer van Ernest, mede-eigenaar van de brouwerij. De nieuwe firmanaam werd 'Stoombierbrouwerij De Keyzer'. De oude graanmolen met oude stoommachine werd in 1910 afgebroken, om plaats te maken voor nieuwe bouwwerken zoals het brouwhuis met een nieuwe water/bierketel en roerkuip. De nieuwe stoommachine bleef in gebruik tot 1918. De periode na 1870 werd gekenmerkt door een tweetal innovaties: de reingist (het kweken van gistculturen) en de kunstmatige koeling (door o.a. ammoniak-compressoren). Pas in 1930, bij het in gebruik nemen van een ammoniakcompressor, was het mogelijk om continu ondergistend bier te produceren. Toch besloot M. Bosch voorlopig nog geen pilsener te brouwen. Voor de cafés die afnemer waren van De Keyzer, werden pilsenerbieren ingekocht van de Drie Hoefijzer Bierbrouwerij in Breda en De Zwarte Ruiter in Maastricht.

### Luikse brouwerij
In 1898 verwierf de familie Bosch de Luikse brouwerij Grand Brasserie des Vennes. Dit kwam doordat twee broers van Ernest Bosch (Eugène en Charles) in Luik waren gaan wonen. Eugène huwde in 1889 met Marie Seutin, de dochter van een Luikse brouwer. De Maastrichtse en Luikse brouwerijen werkten wel samen, maar ieder voor eigen rekening. Zo werd het Bière de Maestricht in de Keyzer gebrouwen en vervolgens per spoor naar Luik vervoerd om daar door Brasserie des Vennes te worden gedistribueerd. De zaken liepen goed tot het uitbreken van de Eerste Wereldoorlog. De Duitse bezetter plunderde in België al het koperwerk voor de oorlogsindustrie. De bierproduktie kwam hierdoor tot stilstand. In 1921 werd Brasserie des Vennes verkocht.

### Oorlog

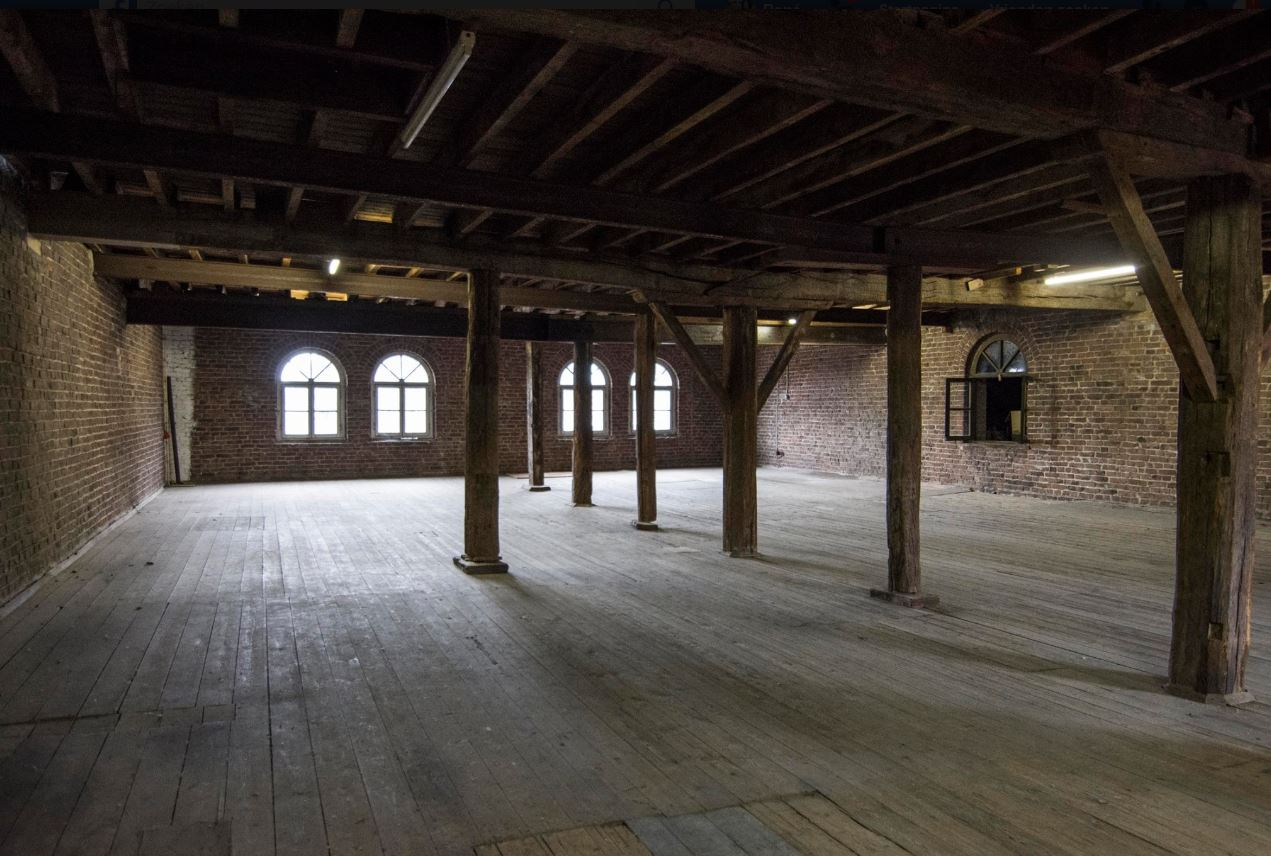
Vloer mouterij

De periode 1880-1914 kan achteraf als hoogtepunt voor het bedrijf worden beschouwd. De winsten waren aanzienlijk en er bestonden plannen om bier te exporteren naar Nederlands-Indië. In 1913 werd de leiding overgekomen door Marcel Bosch, zoon van Ernest. Deze zag zich al snel geconfronteerd met de gevolgen van de Eerste Wereldoorlog. Er braken voor alle Nederlandse brouwerijen moeilijke tijden aan, want de belangrijkste grondstoffen (gerst en hop) konden niet langer uit Duitsland worden geïmporteerd en werden vervangen door binnenlandse gerst. Zelfs Heineken kocht in deze periode bij De Keyzer grote partijen mout in, evenals brouwerijen uit Amsterdam, Rotterdam, Verviers en Brussel. De Keyzer zat hierdoor zelf ook om gerst verlegen. Marcel had echter Duitse connecties, zodat toch nog grondstoffen in Duitsland aangekocht konden worden.
Na de oorlog vroeg De Keyzer een toewijzing om 150.000 kg gerst te vermouten. In 1905 bedroeg het nog 233.000 kg. De moutproductie en dus ook de bierproductie waren dus drastisch teruggelopen. In 1928 werd de moutproductie gestaakt. Waarschijnlijk verzuimde de toenmalige eigenaar-directeur de noodzakelijke investeringen te doen. Om de kosten te reduceren, was het goedkoper om mout elders in te kopen. Het mouthuis kreeg andere bestemmingen, van wijnkelder tot magazijn van autobanden.

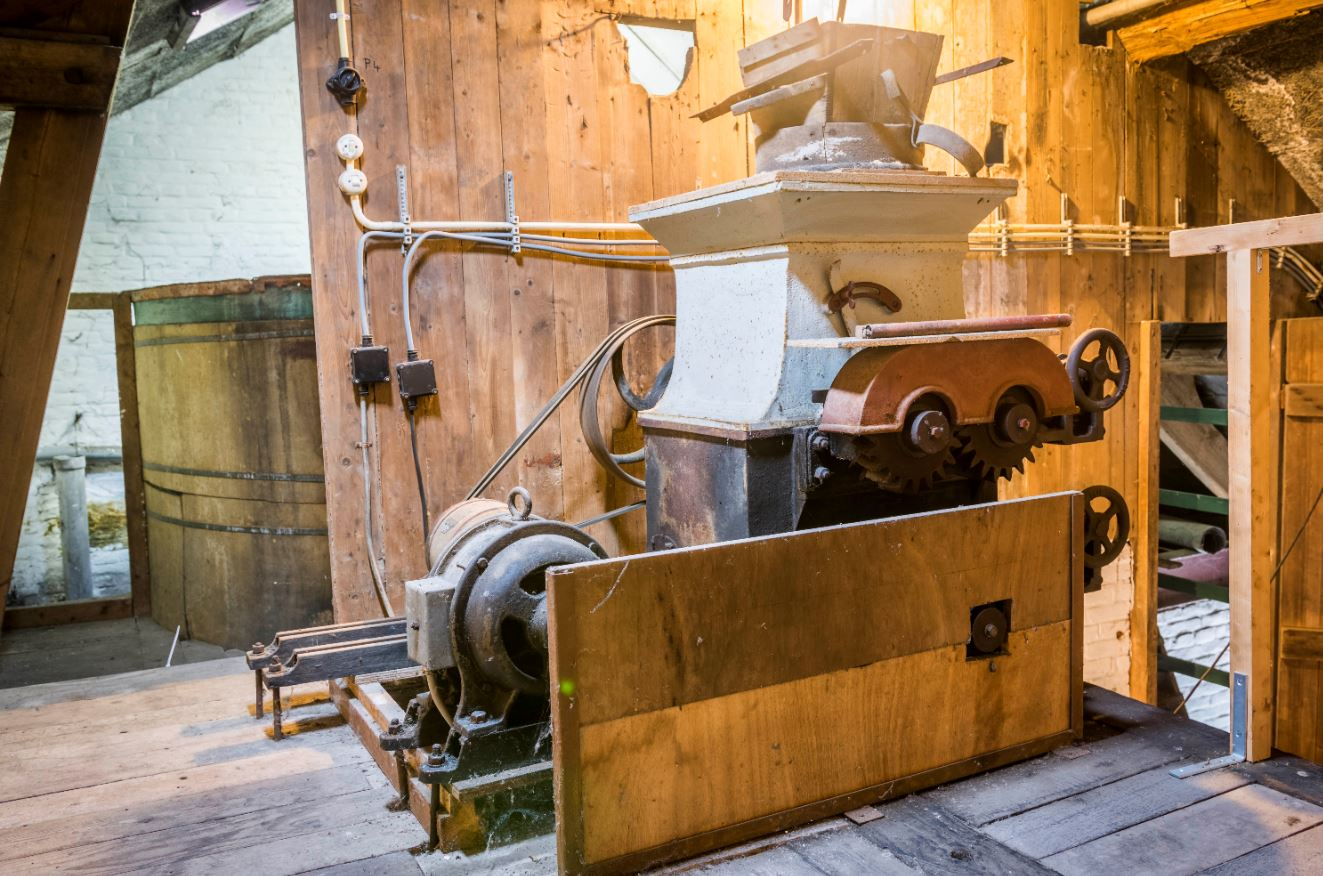
Moutmaalmachine

In de jaren 1920 startte de fabricage van limonade onder de naam N.V. Malifa.

### Sluiting
De Keyzer bereikte niet meer de omzet en het rendement van voor de Eerste Wereldoorlog. De productie van oud en jong bier werd in 1948 gestaakt, en de productie van pilsener werd alsnog opgestart. Maurice Bosch was de eerste geschoolde brouwer van De Keyzer. In 1947 slaagde hij voor het diploma 'Technisch Ingenieur' aan de Hogeschool voor Gistingsbedrijven in Gent. Toch lukte het hem niet om de brouwerij een nieuwe impuls te geven. In 1956 werd om fiscale redenen voor de N.V. (Naamloze Vennootschap) als rechtsvorm gekozen. Alleen door nog limonade te blijven fabriceren kon de sluiting van de brouwerij nog enige jaren worden uitgesteld. In 1970 stopte de bierproductie.

### Oprichting stichting
In 2000 werd de Stichting Stoombierbrouwerij De Keyzer, N.A. Bosch opgericht, met als doel de historische monumentale gebouwen en alle installaties en brouwattributen zorgvuldig voor het nageslacht te bewaren. Deze stichting (met ca. 25 vrijwilligers) staat los van het in 2002 opgerichte en later failliet verklaarde bedrijf Bierbrouwerij de Keyzer. Om verwarring te voorkomen veranderde de stichting haar naam in Brouwerij Bosch.

### Brouwerijhuurder
In 2002 werd Bierbrouwerij De Keyzer opgericht, een brouwerijhuurder die gebruik maakte van de naam van Stoombierbrouwerij De Keyzer. Het bier van De Keyzer werd niet in de historische panden van de voormalige stoombierbrouwerij in Wyck gebrouwen, maar bij een brouwerij in België. Op 3 mei 2016 werd Bierbrouwerij De Keyzer, de brouwerijhuurder, door de Rechtbank Limburg te Maastricht failliet verklaard. Dit faillissement staat volkomen los van de stichting, die de historische brouwerijgebouwen beheert en had geen enkele invloed op de openstelling. 

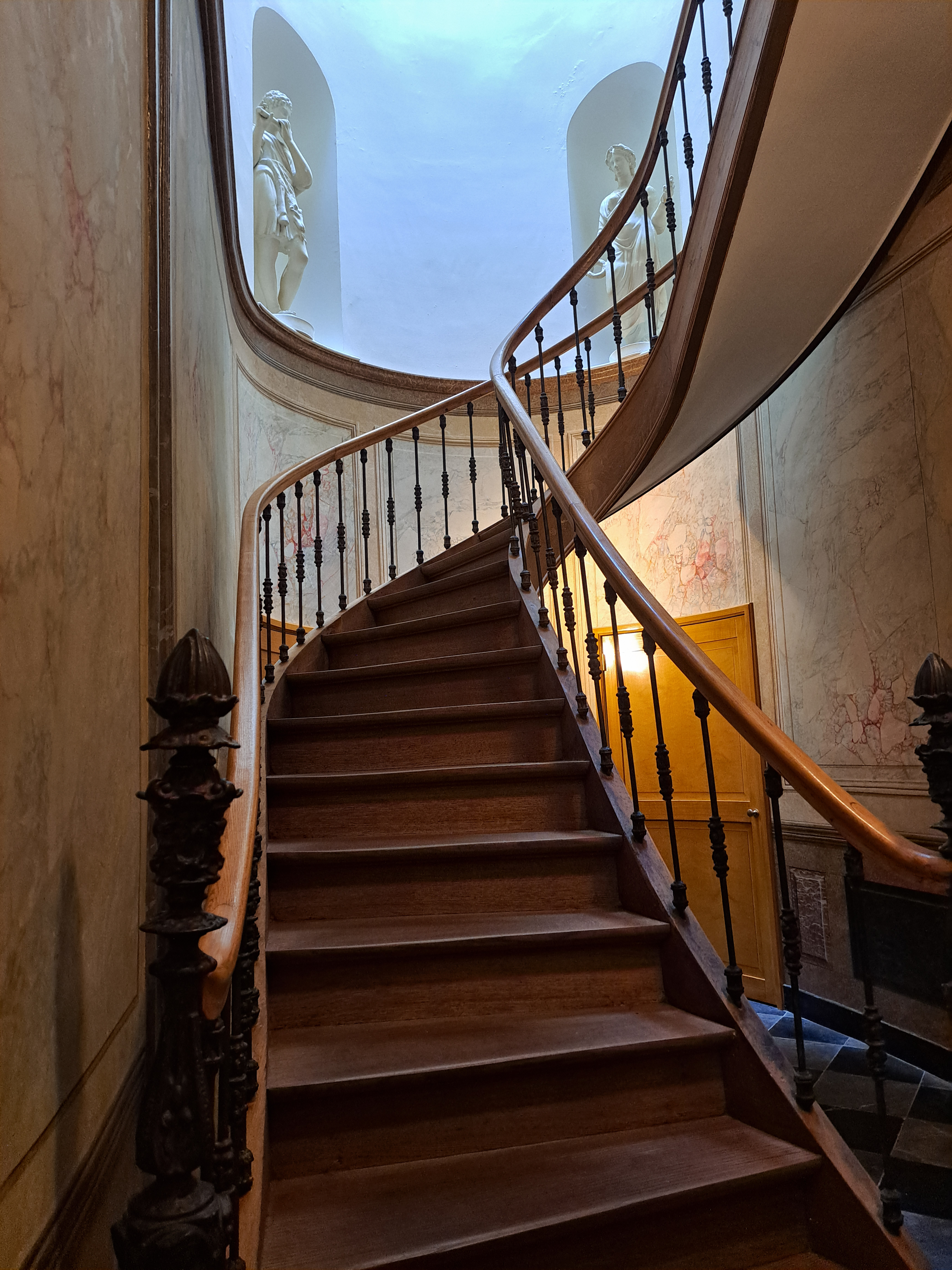
Trappenhuis Rechtstraat 61

### Recente ontwikkelingen
Paul P.A. Bosch, zoon van Marcel, overleed in 2008. Hij bepaalde in zijn testament dat de voormalige brouwerij na zijn dood behouden diende te blijven en legateerde deze, samen met de brouwerswoning, aan de Stichting Stoombierbrouwerij De Keyzer N.A. Bosch. Tijdens de restauratie van het interieur van het herenhuis Rechtstraat 61, de brouwerswoning, werden in de gang en het trappenhuis laat 19e-eeuwse marmerimitaties en een arcadische muurschildering ontdekt, die door de kunsthistoricus Titus Eliëns, expert op het gebied van 19e- en 20e-eeuwse interieurs in Nederland, zijn aangemerkt als uiterst zeldzaam en van nationale betekenis. De neoclassicistische decoratie bestaat uit zes soorten marmerimitaties in verschillende kleurstellingen en van hoge kwaliteit. Mogelijk liet de opdrachtgever, waarschijnlijk Willem Bosch (1831-1883), zich inspireren door een bijna identiek trappenhuis in het herenhuis Bredestraat 4, eveneens in Maastricht.
De brouwerij is al een halve eeuw niet meer actief, maar de brouwinstallaties zijn nog geheel intact. De stoommachine, de flessenspoelmachine en de lagertanks staan nog steeds op dezelfde plek. Deze zijn, door gebrek aan onderhoud en vanwege de strenge kwaliteitseisen, niet meer geschikt om bier te brouwen. De gebouwen doen vandaag de dag dienst als museum. Aan de hand van rondleidingen wordt de geschiedenis van de brouwerij verteld. Ook zijn er plannen om in de toekomst weer op kleine schaal bier te brouwen in een nieuwe brouwinstallatie, dat in het eigen proeflokaal kan worden geschonken.

## Bieren
Bieren van Stoombierbrouwerij De Keyzer:
- Bosch Jong Bier
- Bosch Oud Bruin
- Bosch Lager
- Bosch Pilsener

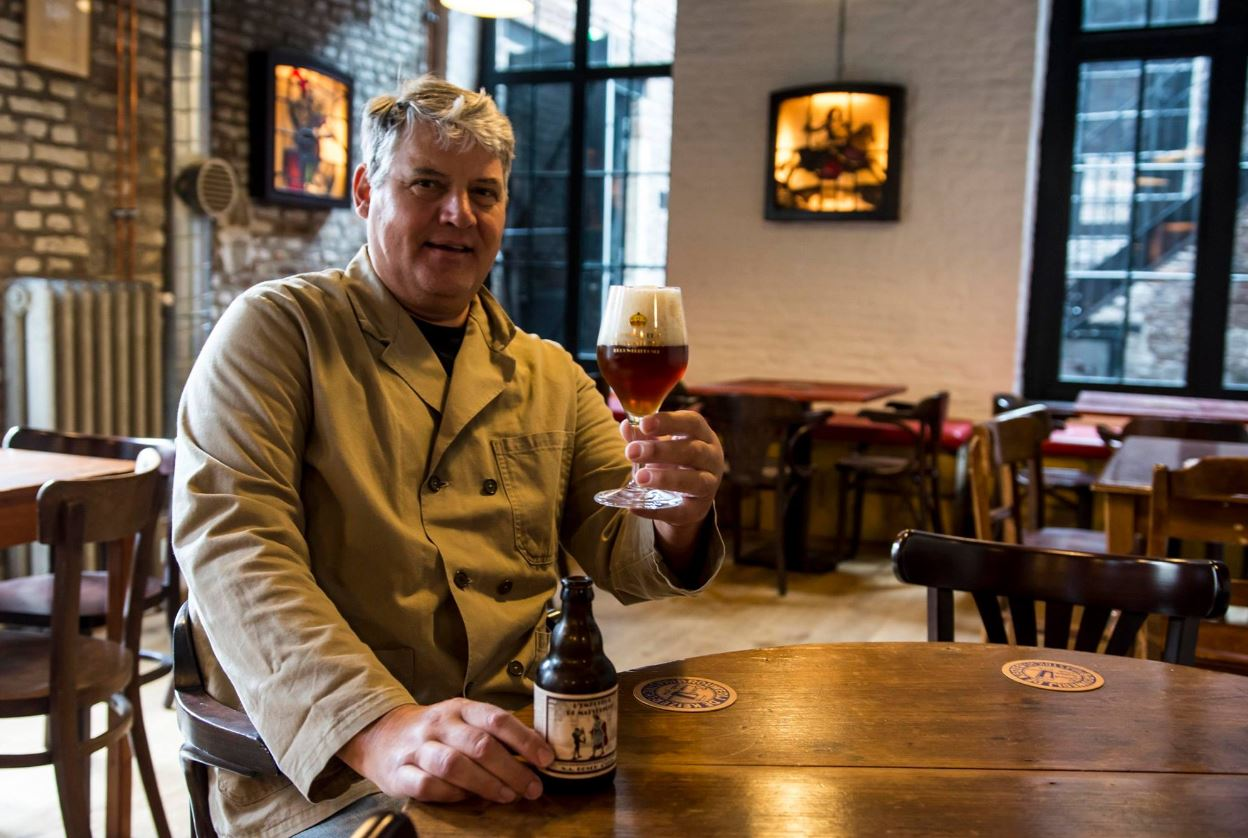
Proeflokaal Bosch Brouwerij

- Bosch Bière de Maestricht (Mestreechs Aajt)
- Donker Lager
- Simple Saison
- Double Saison
- Keyzerbier
- Keyzer Stout
- Wood
- Wood Stout
- Zwaar Bier
- Licht Lager Van der Heijden
- Oud Bruin Van der Heijden

### Bieren Bierbrouwerij De Keyzer

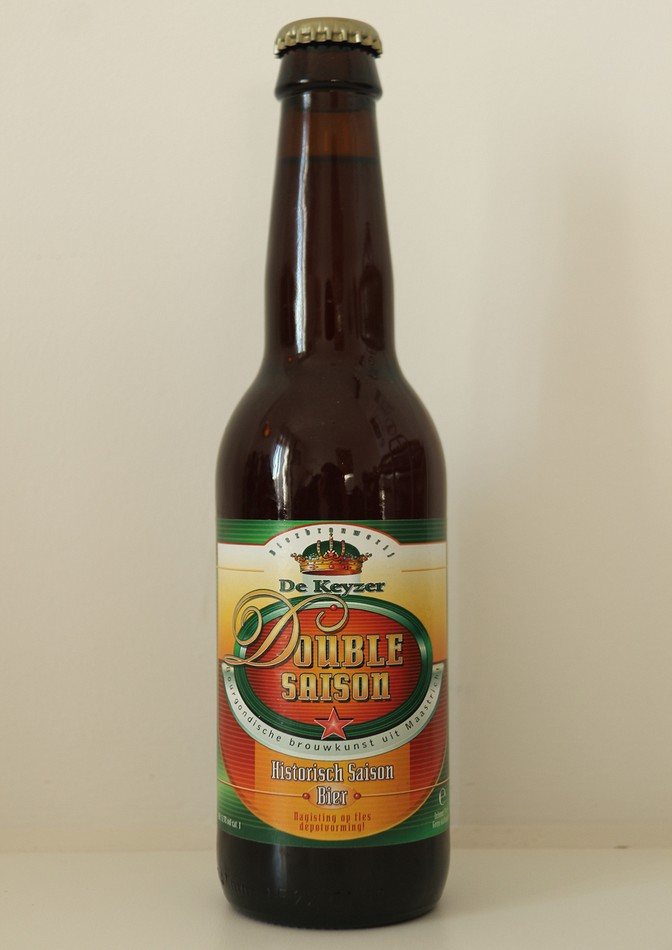
Double Saison

Voor alle bieren van Bierbrouwerij de Keyzer (2002-2016) gold dat deze ongefilterd waren en nagisting hadden op de fles.
- Double Saison - 6,5%
- Rolduc Abdij Bier - 6,3%
- Mestreechs Blont - 5,0%
- De Veldwachter - 5,1%

Al voor 2016 uit het assortiment genomen:
- Elfenbier - 5,0%
- Empereurke - 5,0%
- Graaf Hendrik Bier - ?
- Sjiek Bier - 6,3%

## Foto's

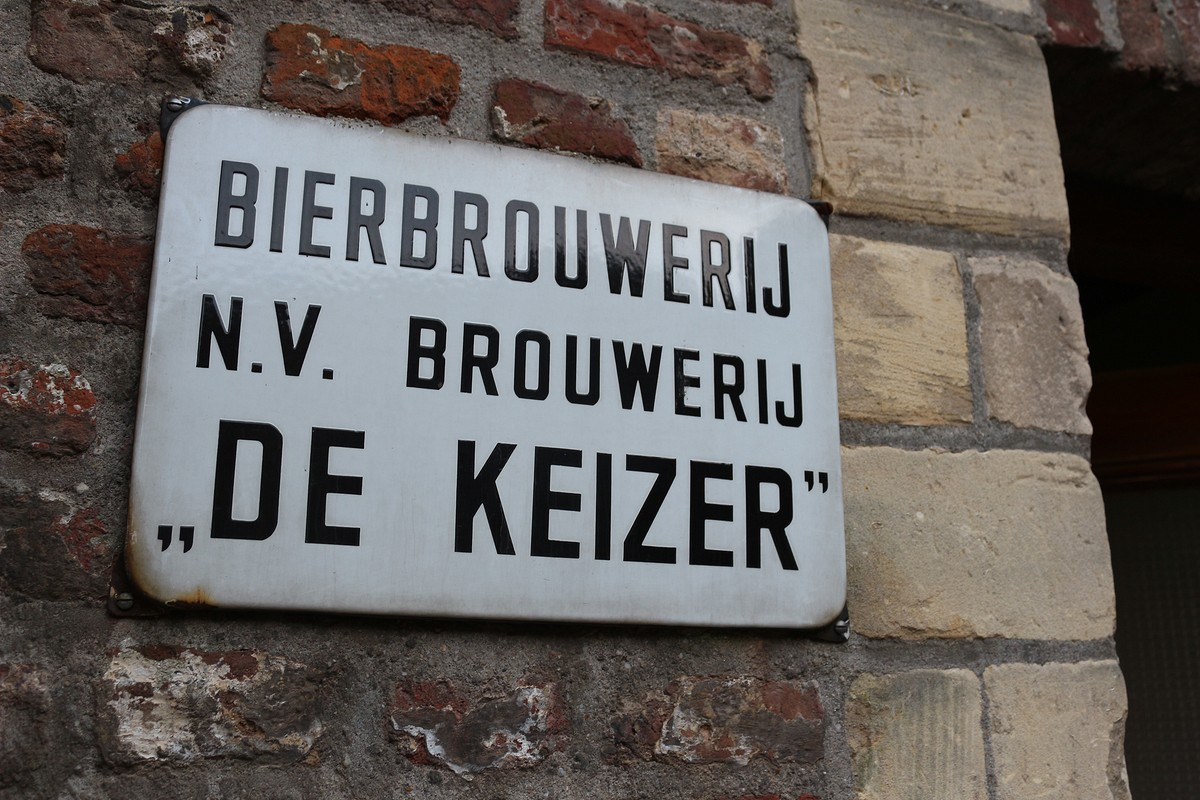
Naambordje
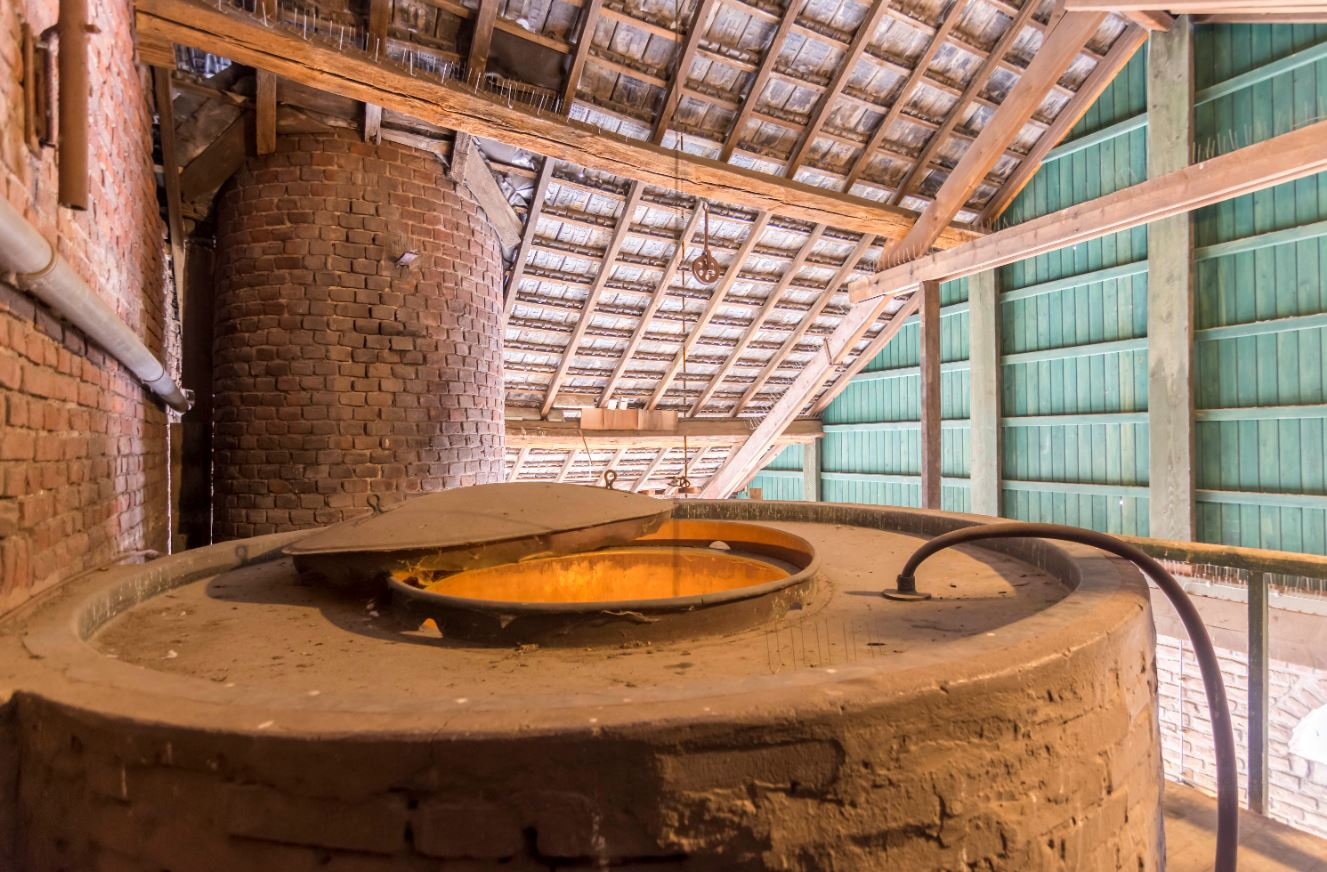
Brouwketel
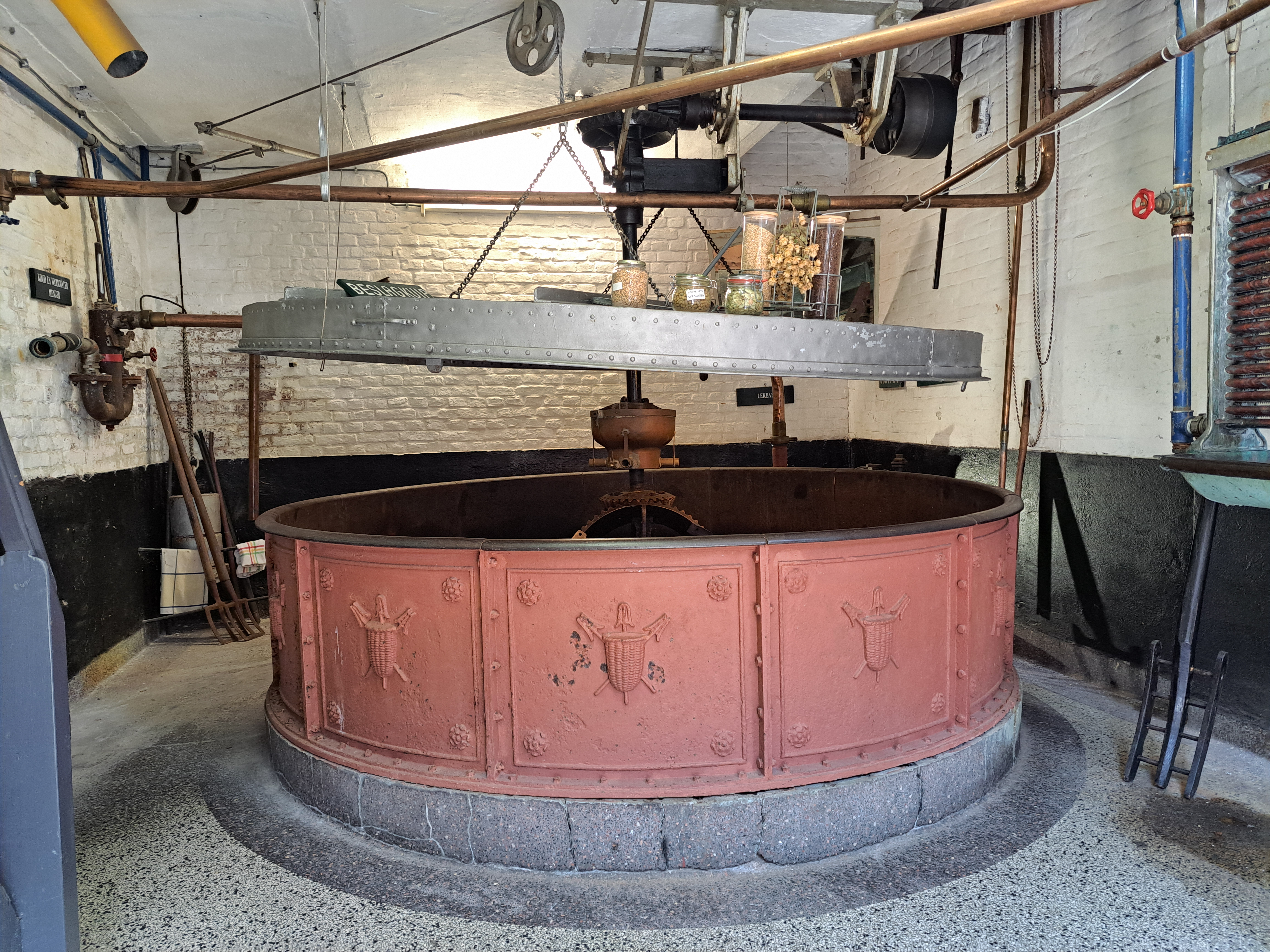
Mengketel(?)
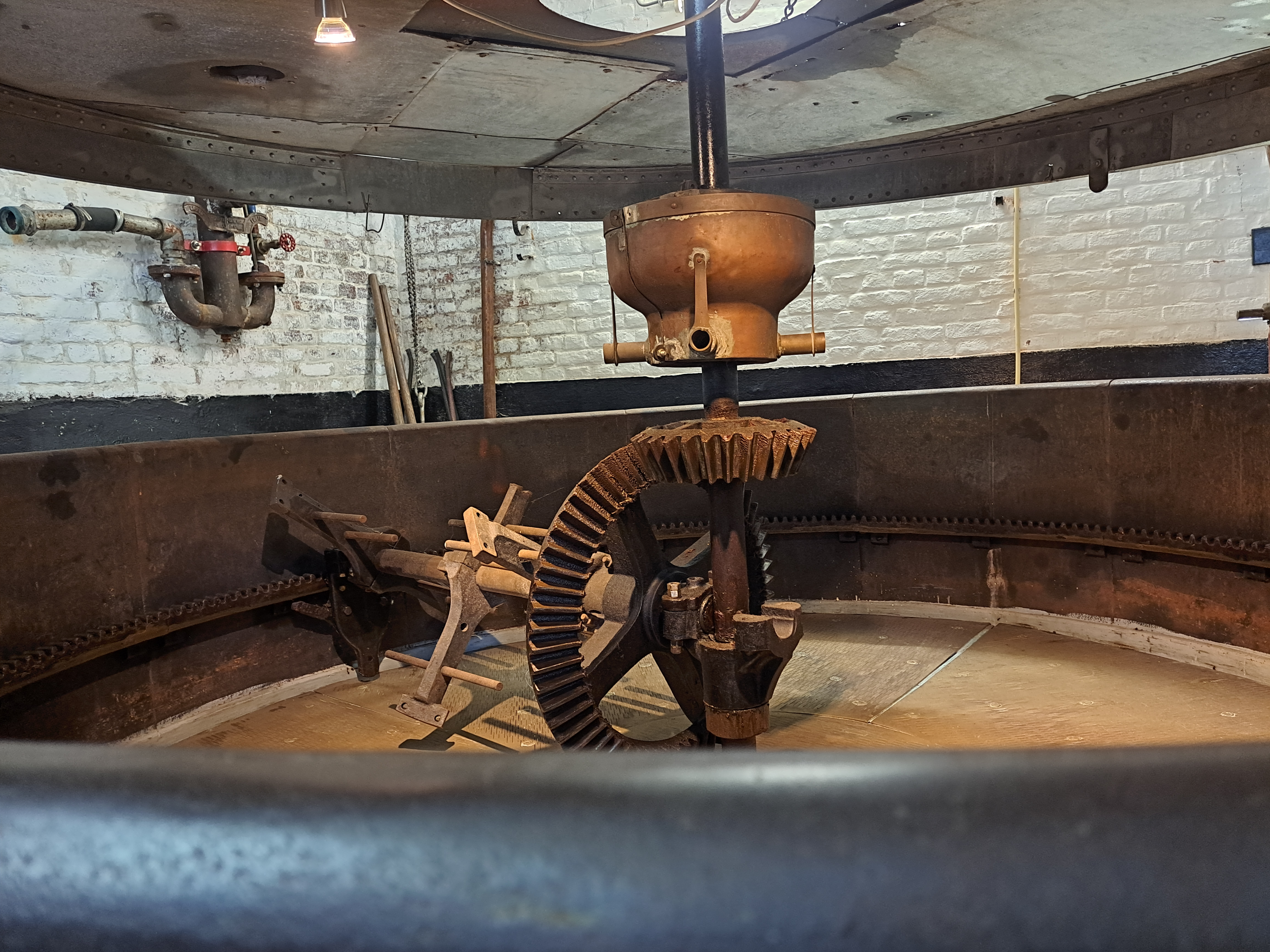
Idem, detail
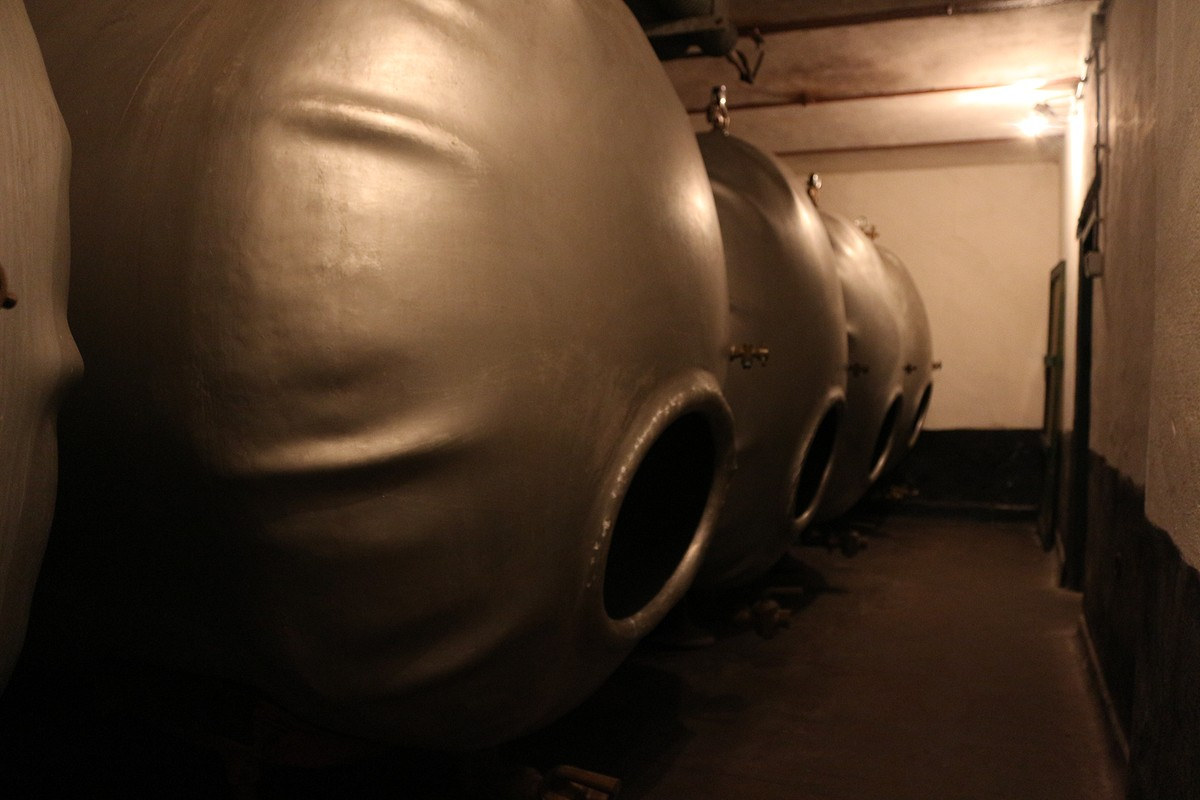
Lagertanks
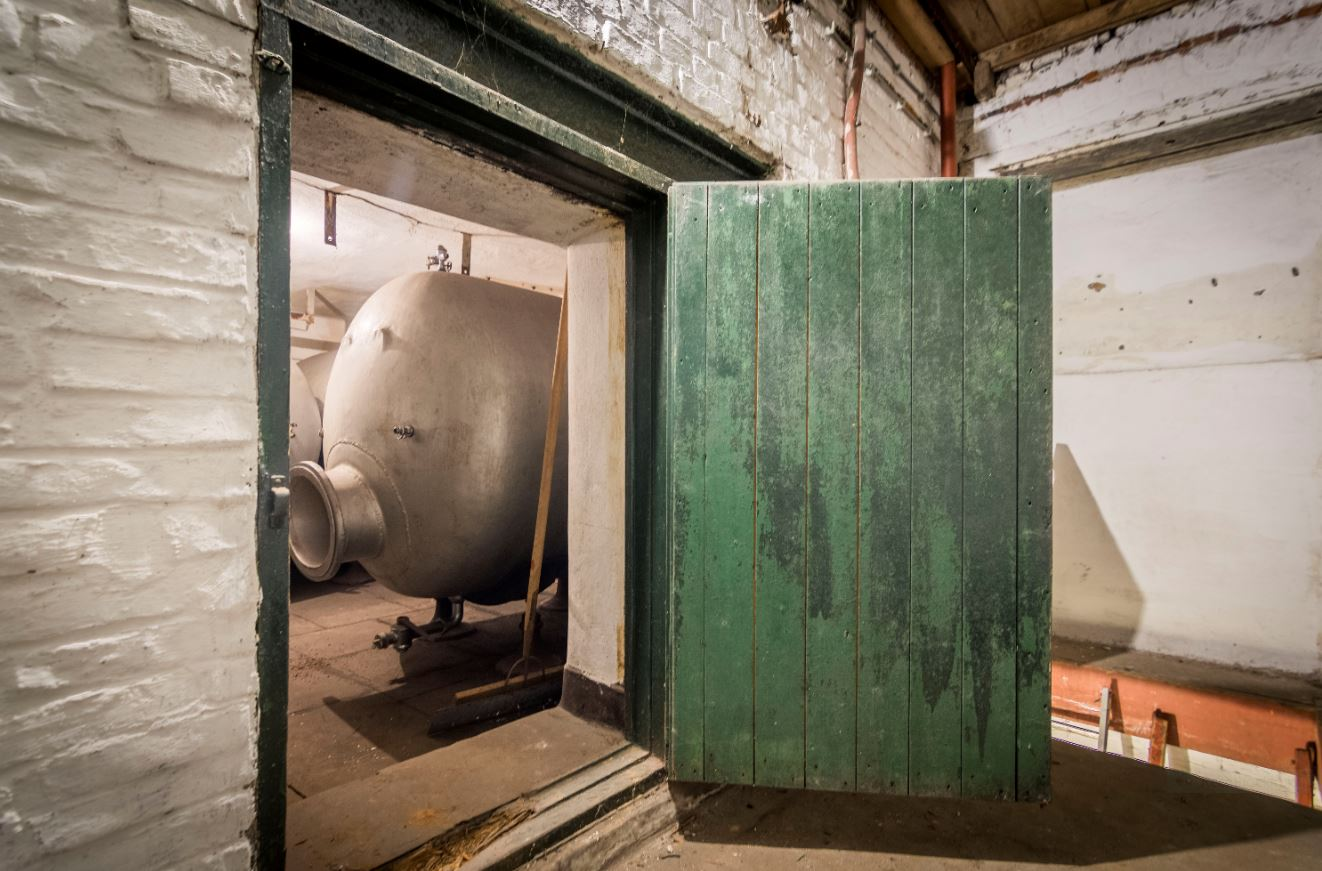
Idem
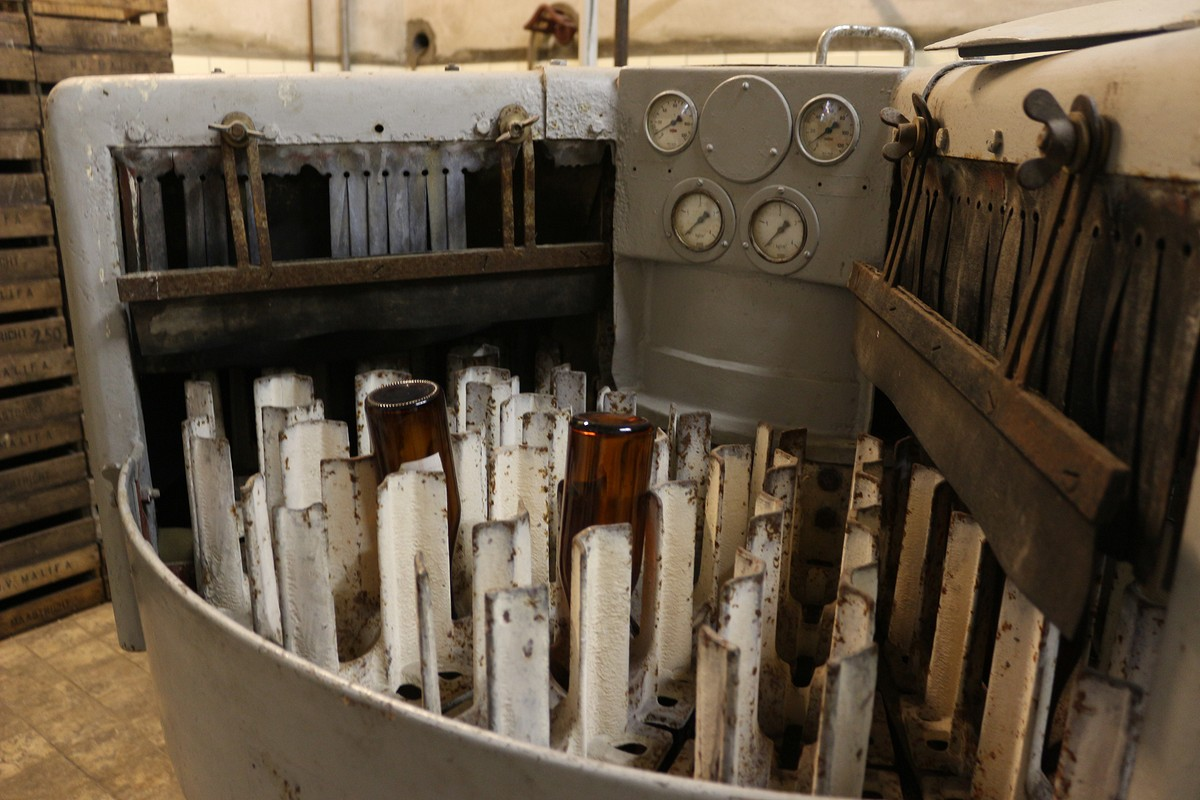
Flessenspoelmachine
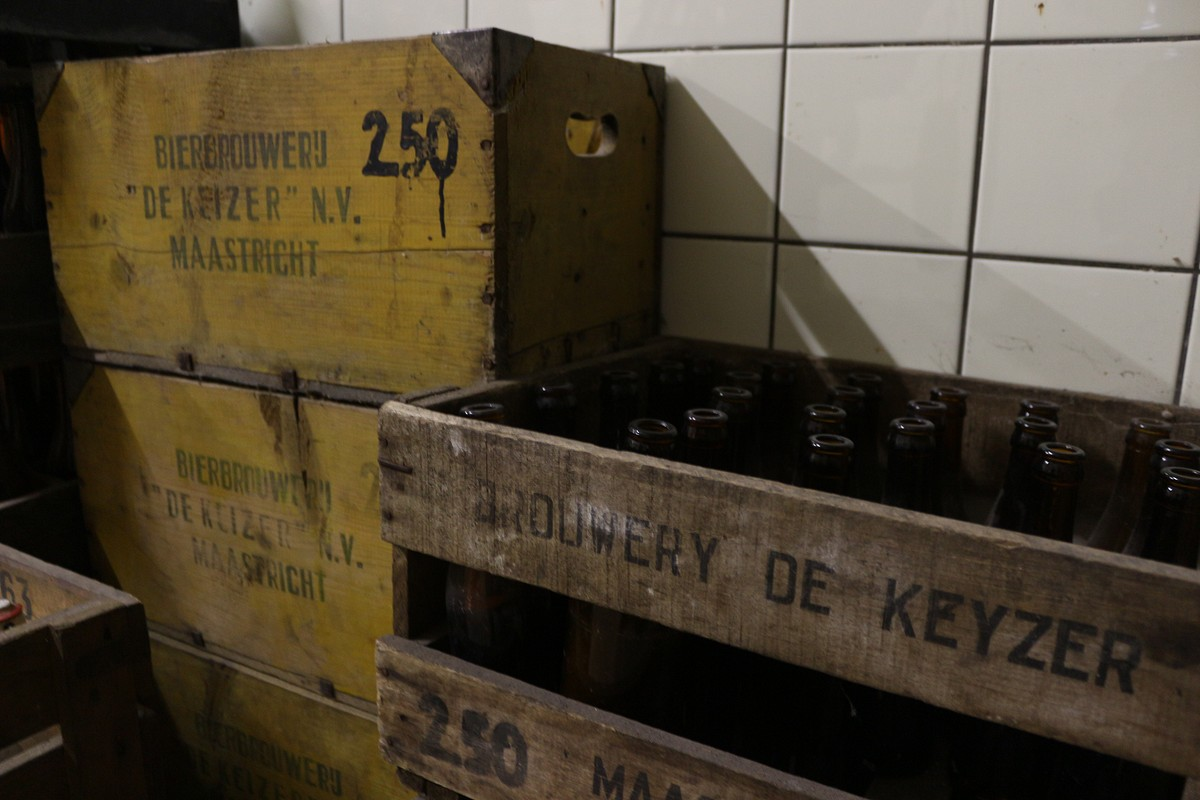
Originele bierkratten
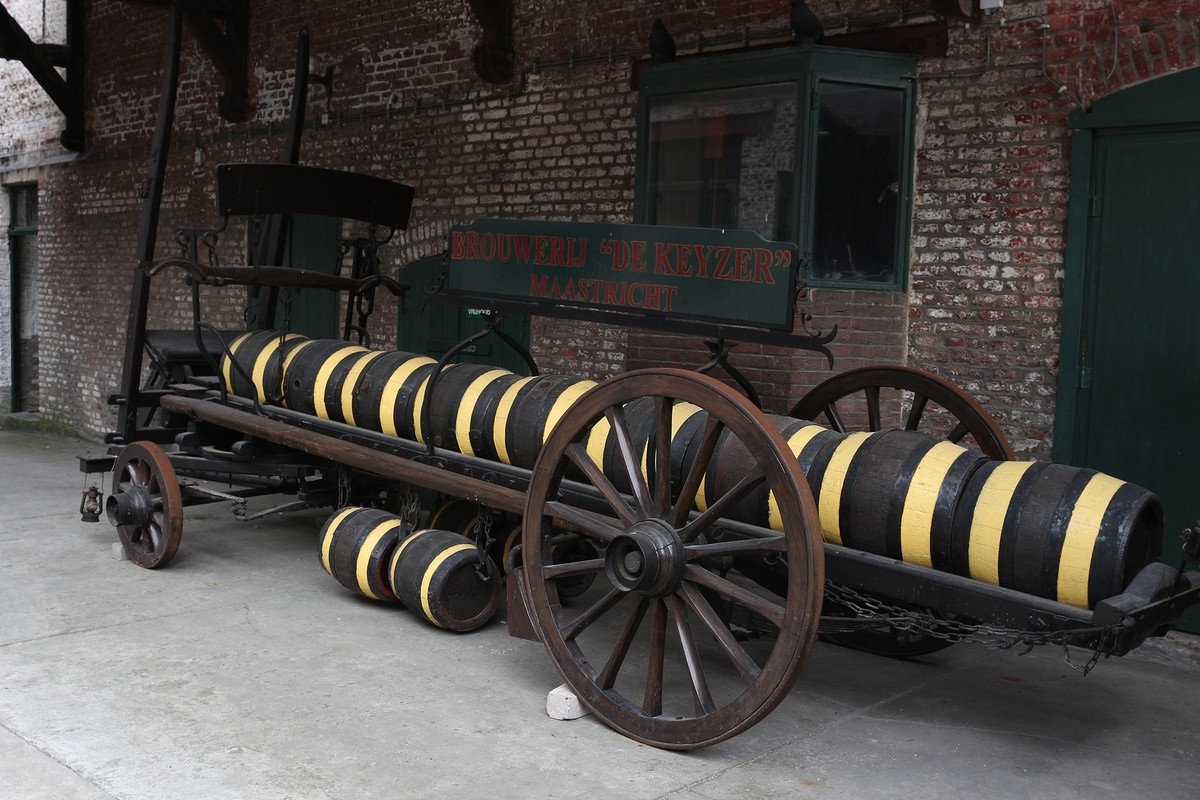
Bierwagen (replica)
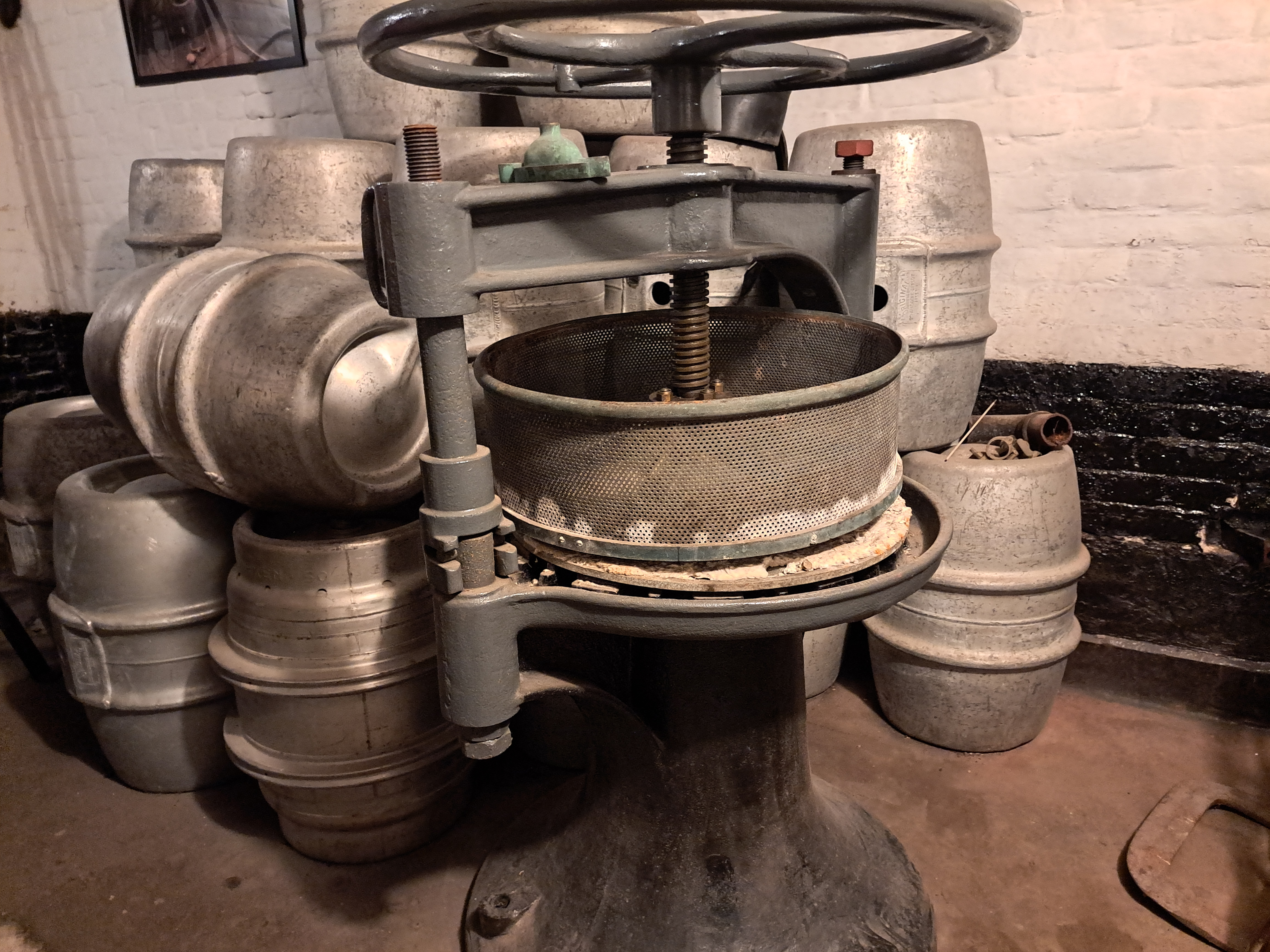
Metalen biervaten
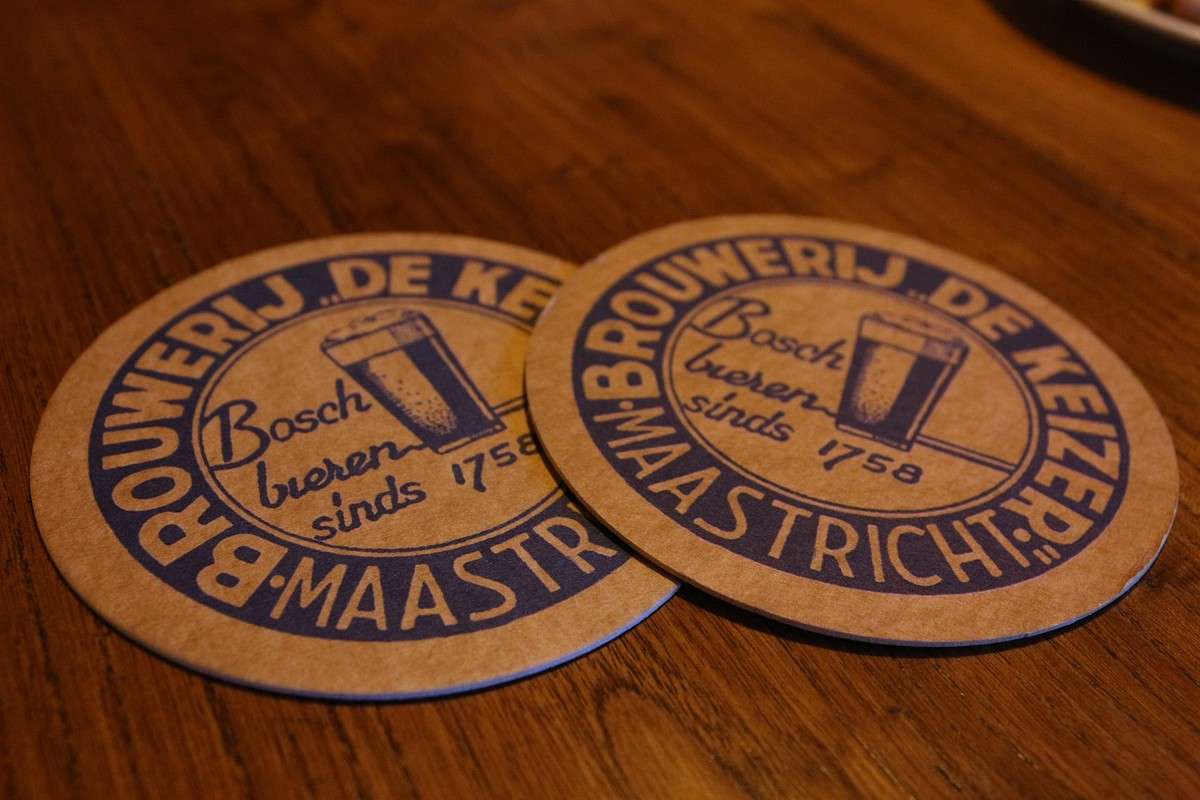
Bierviltjes (replica)
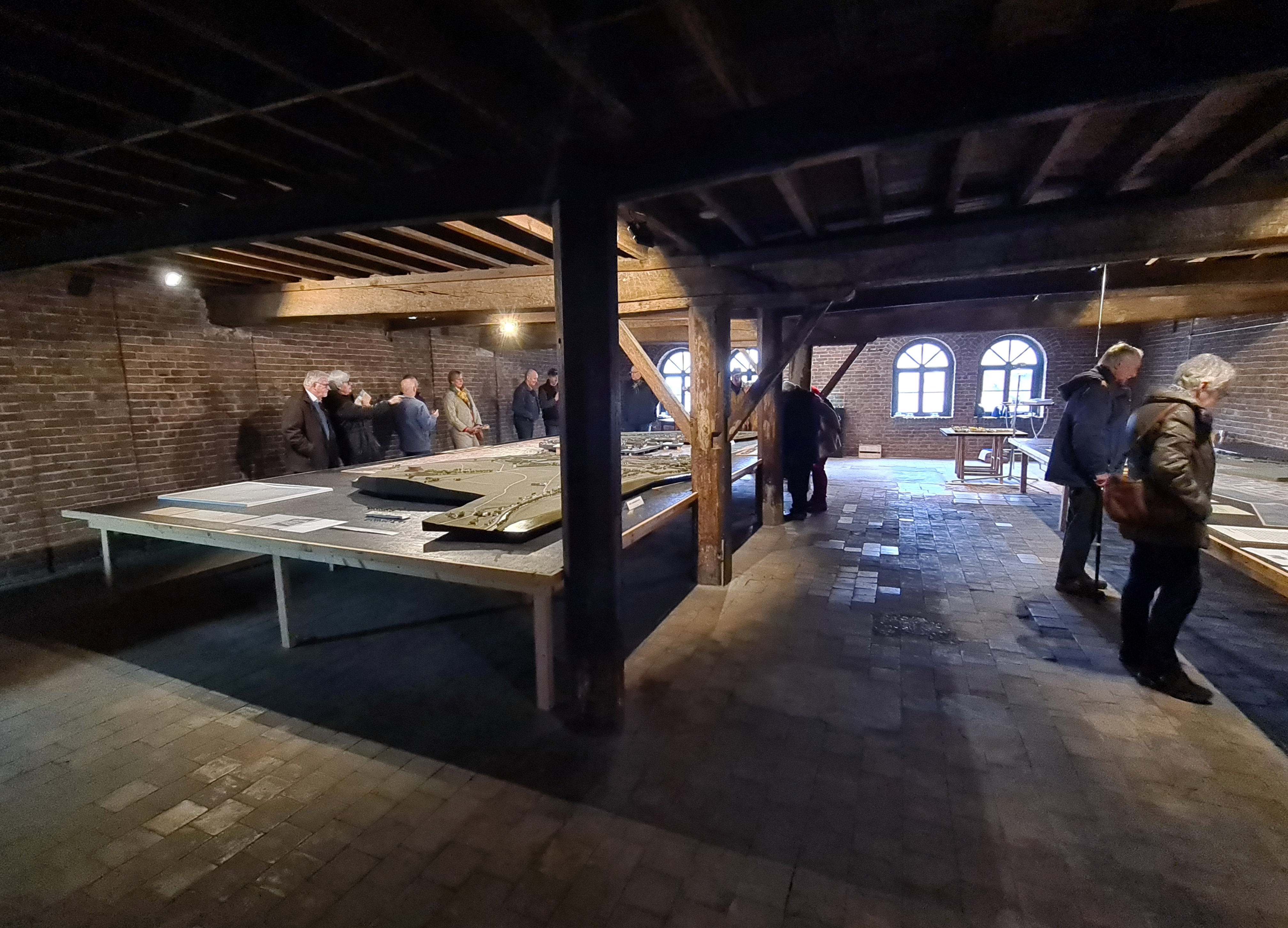
Mouthuis (tijdens open dag Stichting Maastricht 1867)
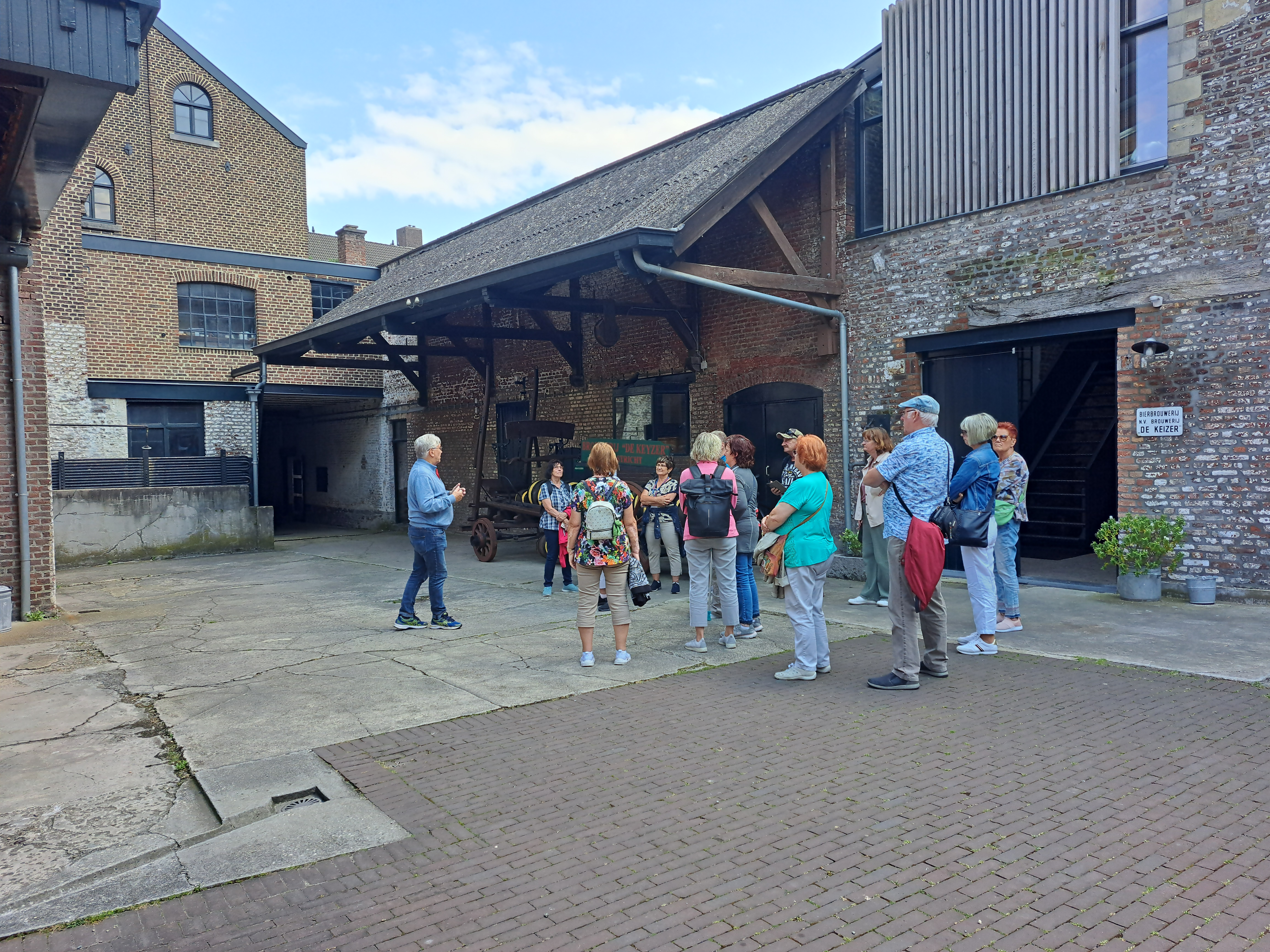
Rondleiding
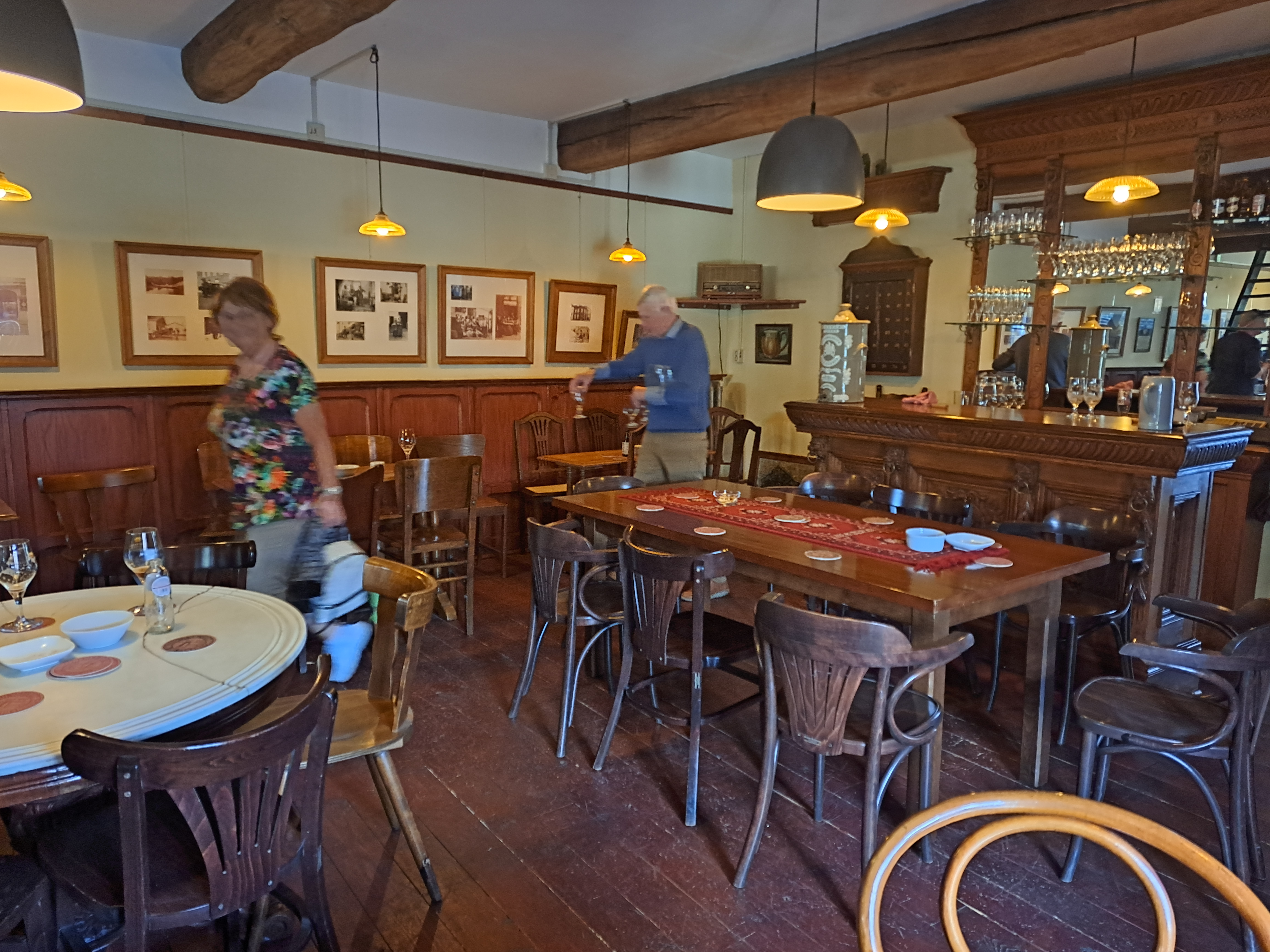
Proeflokaal
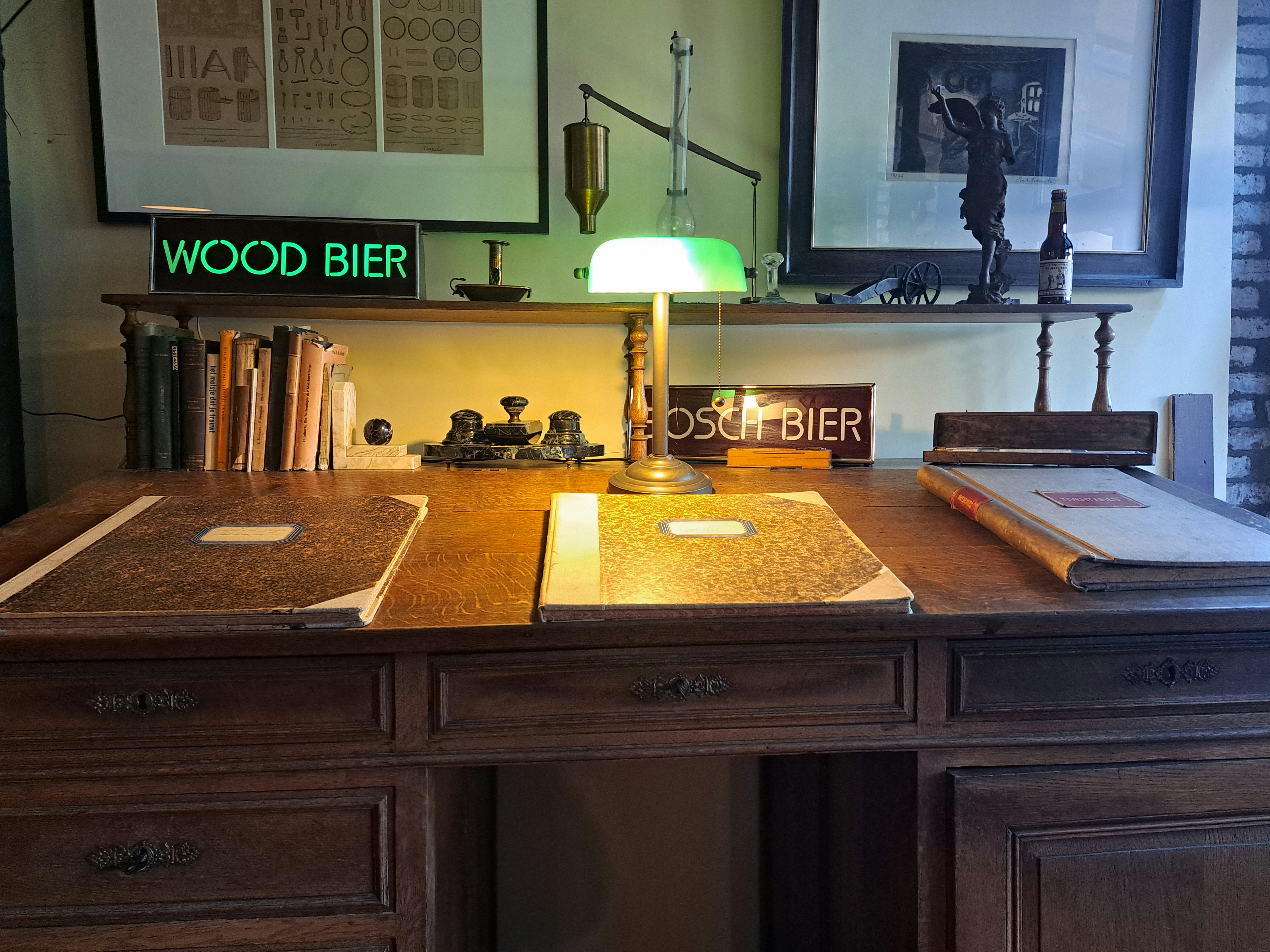
Idem, detail
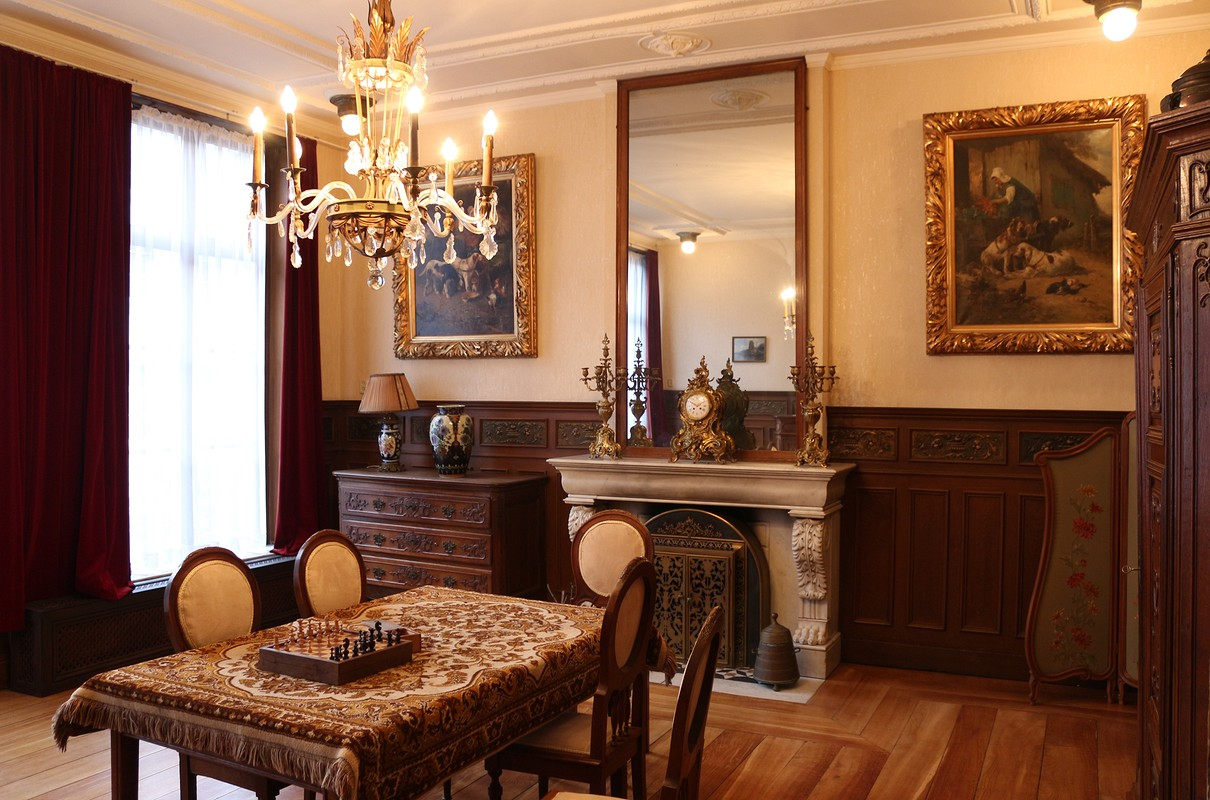
Brouwershuis, woonkamer
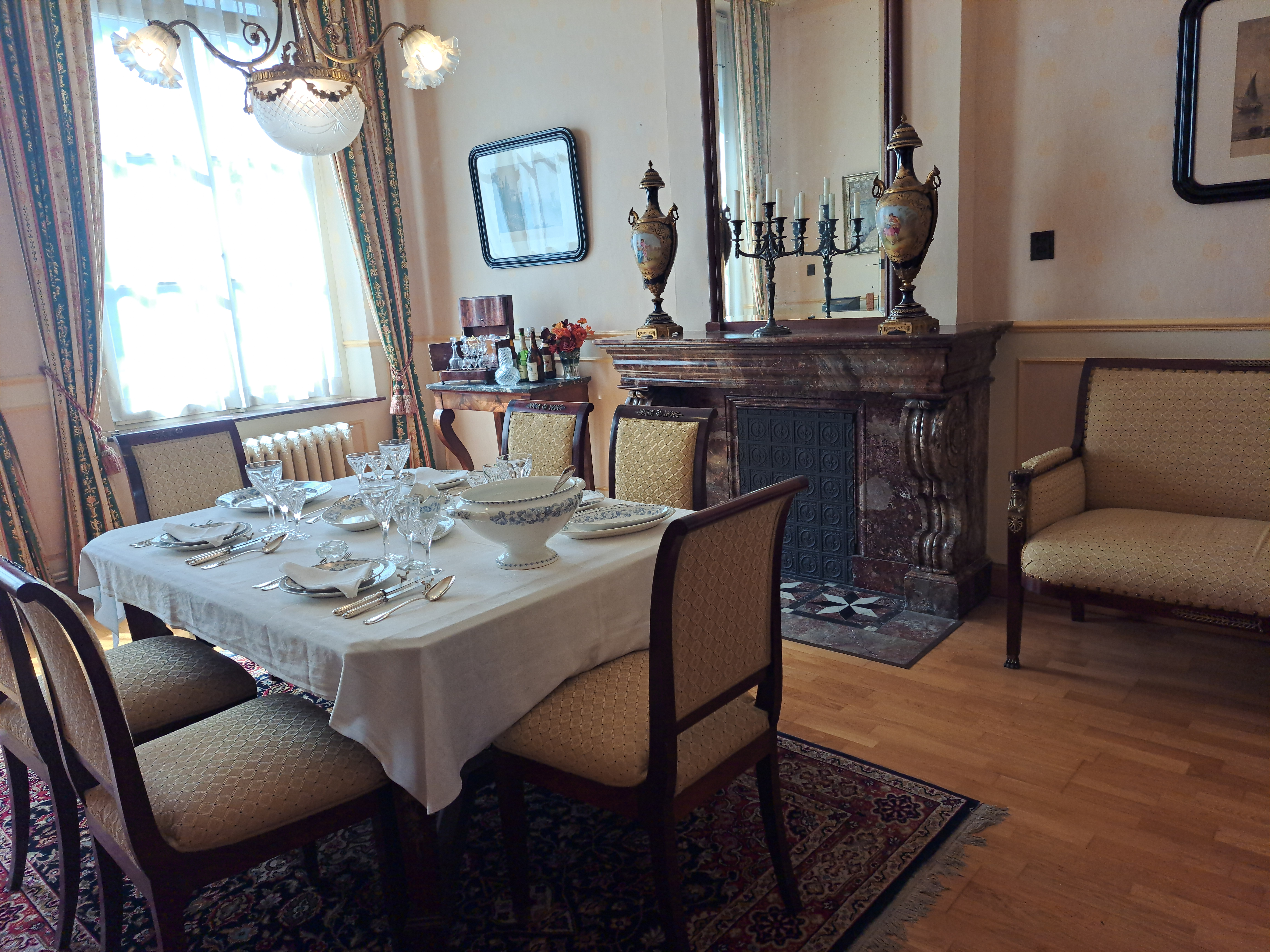
Brouwershuis, eetkamer
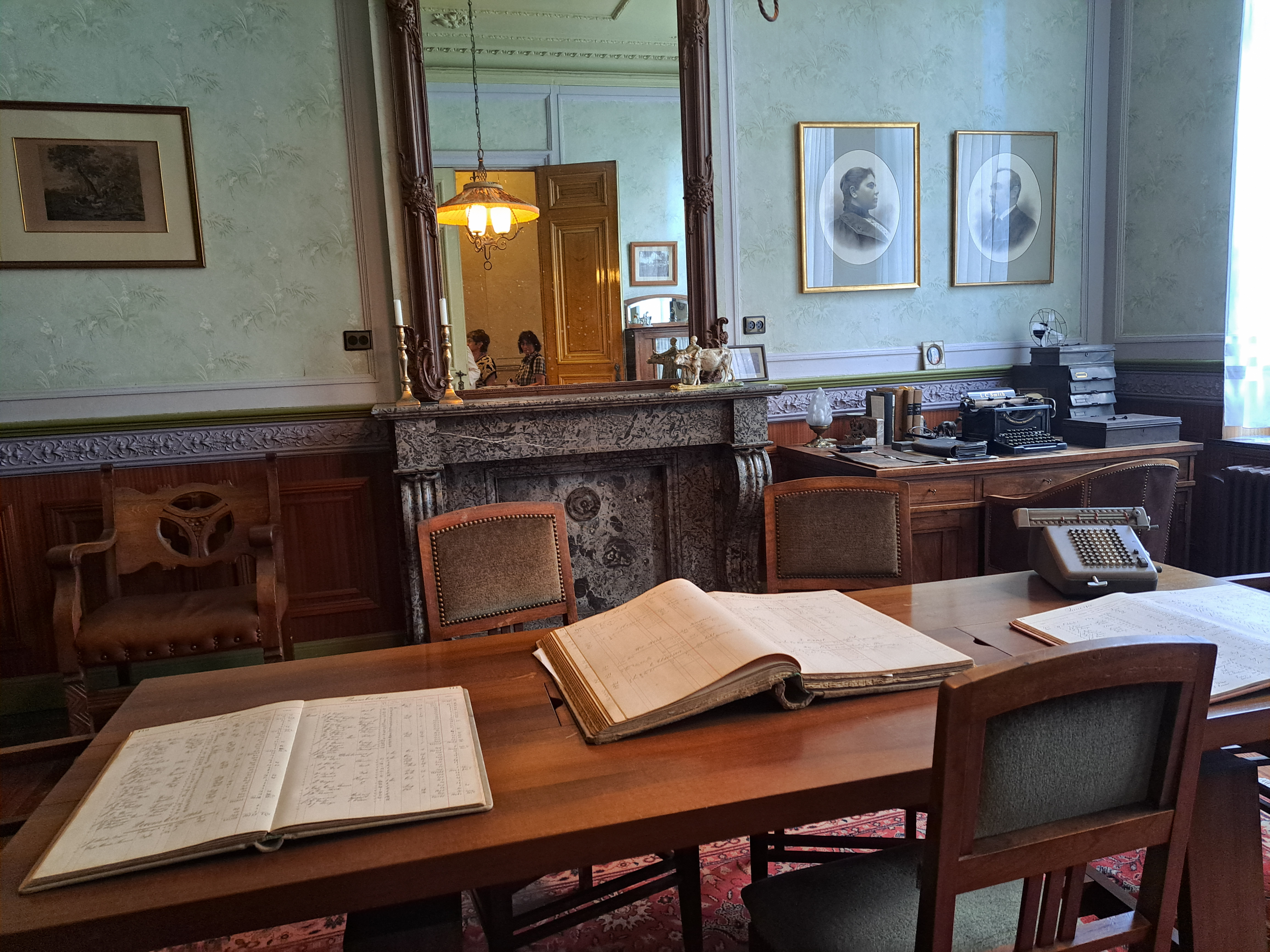
Brouwershuis, kantoor/werkkamer